# Mosche Kastel

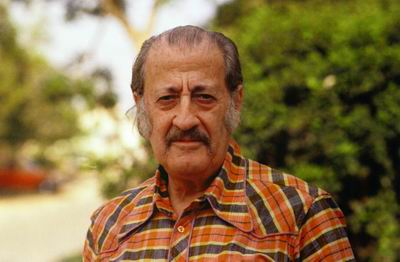
Mosche Kastel

Mosche Kastel (משה קסטל; * 1909 in Jerusalem; † 1991 in Tel Aviv) war ein israelischer Maler.

## Leben
Kastel stammte aus einer sephardischen Familie. Er studierte an der Bezalel Kunstakademie in Jerusalem sowie an der Académie Julian und der École du Louvre in Paris, wo er mehr als 15 Jahre lebte.
Er studierte bei Yitzhak Frenkel Frenel (einem Maler der Ecole de Paris).
Seine Wandbilder sind in mehreren emblematischen Bauwerken in Jerusalem zu sehen, in Binjene ha-uma gegenüber vom Busbahnhof (1958), in der Knesset (1966) und der Residenz des israelischen Staatspräsidenten (1970).